# Софія Рокоссовська
Софія чи Зофія Рокоссовська (пол. Rokossowska) — збирачка й дослідниця українського фольклору на Волині, упорядниця збірок «Weseile i pieśni ludu ruskiego ze wsi Jurkowszczyzny, w powiecie Zwiahelskim па Wołyniu», «Pieśni z Jurkowszczyzny» та ін., друкованих у видавництві «Zbiór wiadomości do antropologii ludowaj» (1883—1889) і «Materiały antrapologiczne, archeologiczne і etnograficzne» (1897).
Про життя Зофії відомо мало. Вона походила з родини польських землевласників, які володіли селом Юрківщина біля Звягеля (нині частина села Ярунь). Наприкінці 1870-х років була активною молодою діячкою у Рівному. Відомо, що 1905 року пожертвувала 140 рублів на іконостас у церкві Юрківщини.
Проводила етнографічні дослідження в Юрківщині. Записала та опублікувала понад 450 різноманітних українських народних пісень, майже 100 казок. Також дослідила обряди й вірування селян, їхні стосунки з рослинним світом, зокрема місцеві лікарські рослини.
Іван Франко оцінював публікації матеріалів Зофії Рокосовської як цінні через всебічність опису фольклору конкретного села, хоча й більшість записаних текстів не були оригінальними на той час.

## Праці
- "Wesele i piesni luda Jurkowszczyzny w powiecie Zwiahelskim na Wolyniu. «Zbior wiadomosci do antropologii krajowej. — Krakow, 1883. — t. 7. — 150—243»(пол.)
- «O swiecie roslinnym, wyobrazenia wierzenia i podania ludu we wsi Jurkowszczyzny» (Zbior wiadomosci do antropologii krajowej, т. XIII, с. 183,199.) і с. 14 — 118, т. I, II.),
- Przyczynek do etnografii ludu ruskiego na Wołyniu z materyjałów zebranych przez p. Zofiję Rokossowską we wsi Jurkowszczyźnie w pow. Zwiahelskim», під редакцією професора доктора Й. Коперницького (Zbiór Wiadomości do Antropologii Krajowej, T. 11 – Krakow, 1887. –– с. 130 – 228)
- «Bajki ze wsi Jurkowszczyzny» (Materyaly antropol., archeol., etnogr. 1897, t. 7. s. 14 — 118.).